# Звездана комора
Звездана комора (енгл. The Star Chamber), амерички је неоноар криминалистички драмски трилер филм из 1983. године, режисера Питера Хајамса, са Мајкл Дагласом, Јафет Котоом, Шерон Глес, Халом Холбруком и Џејмсом Б. Сикингом у главним улогама.
Наслов је преузет од имена Звездане коморе, озлоглашеног енглеског суда из периода 15. до 17. века.

## Радња
Стивен Хардин је још увек млад судија који има породицу. Он се не слаже са многим аспектима кривичног закона који га спречавају да изриче казне на начин који сматра најправеднијим. Доста му је да замршени адвокати користе правне рупе како би се њихови клијенти, који су често убице и криминалци, извукли из својих дела, његова етика га натера да почне да предлаже решење за овај озбиљан проблем.
Ова фрустрација достиже тачку да једног дана мора да ослободи двојицу криминалаца против којих се у његовом аутомобилу налазе докази који наводно показују да киднапују децу, праве дечју порнографију са њима против њихове воље, а затим их убијају. У исто време упознаје малу групу адвоката предвођених Бенџамином Колфилдом који себе називају Судије закона. Млади судија дели принципе и идеје које ове судије бране, јер се труде да правду примењују на најразумнији могући начин. Да би то урадили, они се састају на тајним састанцима где проучавају казне које заслужују они злочинци који су побегли неповређени и који по њиховом мишљењу заслужују да буду кажњени. Затим, ако их прогласе кривима, осуђени су на смрт и погубљени од стране убице коју су они унајмили.
После много размишљања, он је склон да буде део клуба и сведок је две осуде и каснијих погубљења двојице људи тог калибра. Затим тамо разоткрива случај са којим је морао да се суочи. Њих двојица су за њих проглашени кривима и осуђени на смрт. Међутим, недуго касније, полиција под командом детектива Харија Лоуа открива преко криминалца, који постаје доушник у замену за избегавање дуге казне за крађу аутомобила, да су прави кривци тројица црних криминалаца, а не двојица које је он пустио. . Он је од двојице криминалаца украо ауто не знајући шта раде, који су му касније поверили да га врати на његово место да би касније открио шта су урадили, нешто што се догодило пре него што је полиција ушла у траг. ауто.
Сва тројица су касније ухапшена. То постаје вест и Хардин, схватајући да су обојица невини за злочин, покушава да убеди остале да не изврше казну, али они одбијају, јер су већ изрекли казну и јасно стављају до знања да у њиховим пресудама постоји минимум стрељаних невиних који су спремни да прихвате да би се ухватила већина кривих.
Када и даље жели да га заустави тако што ће упозорити двојицу криминалаца за које се испостави да су дилери дроге, они желе да га убију заједно са двојицом криминалаца да би се заштитили преко убице, али убицу убија Лоу када је хтео да убије њега одмах након што је убио Лоуа, друга двојица, који је био тамо из радозналости када је приметио Хардиново присуство у близини двојице криминалаца. Схвативши да су постали убице, Хардин делује против њих уз помоћ детектива и успевају да сниме један од својих тајних састанака. Наговештава се да ће чланови групе касније бити ухапшени због својих злочина.